# Девід Торнтон
Девід Фаррінгтон Торнтон (англ. David Farrington Thornton; 12 червня 1953) — американський актор. Він знявся в таких відомих фільмах, як "Джон К’ю", "Сам удома 3", де виконав роль Ерла Ангера, а також у популярних серіалах, таких як "Закон і порядок". Серед інших його робіт — ролі у стрічках "Щоденник пам'яті" та "Інша жінка". 
Торнтон також відомий як чоловік відомої співачки та авторки пісень Сінді Лопер. Вони одружилися в 1991 році, і їхній шлюб триває вже понад 30 років.

## Ранні роки
Девід Торнтон в місті Черов, штат Південна Кароліна, США. Його батько, Роберт Дональд Торнтон (1917–2006), був видатним професором англійської літератури, який викладав у провідних навчальних закладах, зокрема в Гарвардському університеті. Мати, Ґрейс Еллен Торнтон (уроджена Бейкер; 1919–2019), була домогосподаркою, яка займалася вихованням дітей і підтримувала родинне життя.
Девід отримав якісну освіту, закінчивши Гамільтонський коледж, де почав розвивати свої інтереси до мистецтва і театру. Згодом він вступив до Єльської школи драми, де вдосконалював акторські навички. Торнтон також навчався в легендарній Акторській студії Лі Страсберга, яка виховала багатьох знаменитих акторів, включаючи Меріл Стріп і Роберта Де Ніро.

## Кар'єра
Торнтон розпочав свій творчий шлях із театральних постановок, завдяки чому здобув необхідний досвід для роботи в кіноіндустрії. Визнання йому принесли ролі у відомих фільмах, таких як "Сам удома 3" (1997), де він виконав роль Ерла Ангера, одного з злодіїв; "Джон К'ю" (2002) — напружена драма з Дензелом Вашингтоном; "Щоденник пам'яті" (2004), "Інша жінка" (2014).
На телебаченні Торнтон брав участь у таких серіалах, як "Закон і порядок", "Секс і місто" та інших, де зіграв епізодичні ролі.
У театрі Девід Торнтон продовжує працювати, виступаючи на сценах Нью-Йорка.

## Особисте життя
Девід Торнтон познайомився зі співачкою та авторкою пісень Сінді Лопер у 1990 році на зйомках фільму "На всі заставки". Їхні стосунки швидко розвивалися, і в листопаді 1991 року пара одружилася. Їхній шлюб вважається одним із найміцніших у шоу-бізнесі, незважаючи на те, що вони обидва ведуть активне публічне життя.
19 листопада 1997 року у подружжя народився син, якого назвали Деклін Воллес Торнтон. Хлопець виріс у творчій атмосфері та, за словами батьків, поділяє їхню любов до мистецтва.
У 2005 році Девід Торнтон став ключовою фігурою у справі Thornton v. Baron, що розглядалася Апеляційним судом штату Нью-Йорк. Це рішення стало знаковим у сфері нерухомості, адже воно вплинуло на політику стабілізації орендної плати в Нью-Йорку. Його активність у цій справі свідчить про громадянську свідомість і готовність захищати свої права.
Окрім професійної діяльності, Торнтон відомий як прихильник благодійності. Разом із Сінді Лопер він підтримує численні соціальні проєкти, зокрема ті, що стосуються боротьби за права ЛГБТ-спільноти та допомоги молоді, яка опинилася в складних життєвих обставинах.

## Фільмографія

### Кіно
| Рік  | Назва                          | Оригінальна назва                   | Роль                   |
| ---- | ------------------------------ | ----------------------------------- | ---------------------- |
| 1988 | Джава Барн                     | Java Burn                           | Ломакс                 |
| 1990 | Люди, яких поважають           | Men of Respect                      | Філлі Комо             |
| 1991 | Готовий до роботи              | Off and Running                     | Різ                    |
| 1994 | Місіс Паркер і замкнене коло   | Mrs. Parker and the Vicious Circle  | Джордж С. Кауфман      |
| 1995 | Джефрі                         | Jeffrey                             | Чоловік №3             |
| 1995 | Знайти і знищити               | Search and Destroy                  | Роб                    |
| 1996 | Відчепити зірки                | Unhook the Stars                    | Френкі Воррен          |
| 1996 | Кімната для дихання            | Breathing Room                      | Браян                  |
| 1996 | Якщо Люсі впаде                | If Lucy Fell                        | Тед                    |
| 1997 | Сам удома 3                    | Home Alone 3                        | Ерл Ангер              |
| 1997 | Справжня блондинка             | The Real Blonde                     | Алекс                  |
| 1997 | Офісний вбивця                 | Office Killer                       | Гері Майклз            |
| 1997 | Вона така мила                 | She's So Lovely                     | Саул Неділя            |
| 1998 | Цивільний позов                | A Civil Action                      | Річард Ауф'єро         |
| 1998 | Останні дні диско              | The Last Days of Disco              | Беррі Рафферті         |
| 1998 | Ілюміната                      | Illuminata                          | Орландіні              |
| 1998 | Спадщина                       | Hush                                | Гевін                  |
| 1998 | Високе мистецтво               | High Art                            | Гаррі                  |
| 1998 | Занадто втомлений, щоб померти | Too Tired to Die                    | Лулу                   |
| 2000 | Благословенний Ти              | Blessed Art Thou                    | Ельмо                  |
| 2000 | Блакитний місяць               | Blue Moon                           | Батько Френка          |
| 2000 | Мертвий пес                    | Dead Dog                            | Стівенсон Нейґел       |
| 2001 | Дівчина під хвилями            | The Girl Under the Waves            | Девід                  |
| 2002 | Зметений                       | Swept Away                          | Майкл                  |
| 2002 | Гарменто                       | Garmento                            | Ронні Гроссман         |
| 2002 | Джон К'ю                       | John Q                              | Джиммі Палумбо         |
| 2002 | XX/XY                          | XX/XY                               | Майлз                  |
| 2002 | Для Землі внизу                | For Earth Below                     | Рон                    |
| 2002 | Приватна власність             | Private Property                    | Сем                    |
| 2002 | 100-мильне правило             | 100 Mile Rule                       | Джеррі                 |
| 2003 | Пролог                         | Prologue                            | —                      |
| 2004 | Щоденник пам'яті               | The Notebook                        | Джон Гамільтон         |
| 2004 | Шум                            | Noise                               | Еліот                  |
| 2004 | Клас воїнів                    | The Warrior Class                   | Сансер                 |
| 2005 | Життя на краю прірви           | Life on the Ledge                   | Містере Едді           |
| 2005 | Романтика і сигарети           | Romance & Cigarettes                | Лікар уролог           |
| 2006 | Альфа Дог                      | Alpha Dog                           | Буч Мазурський         |
| 2009 | Тут і там                      | Here and There                      | Роберт                 |
| 2009 | Мій ангел-охоронець            | My Sister's Keeper                  | Лікар Ченс             |
| 2010 | Зеніт                          | Zenith                              | Берґер                 |
| 2011 | Джеремі Фінк і сенс життя      | Jeremy Fink and the Meaning of Life | Саймон Рудольф         |
| 2011 | Брудне кіно                    | Dirty Movie                         | Тато маленького Джонні |
| 2011 | Обман                          | Fake                                | Тей Мерфі              |
| 2011 | Трофейні діти                  | Trophy Kids                         | Чарлі                  |
| 2014 | Інша жінка                     | The Other Woman                     | Нік                    |
| 2023 | Бог – це куля                  | God Is a Bullet                     | Артур Начі             |
| TBA  | Трансфер в Аахені              | Transfer at Aachen                  | Людвіг Внук            |

### Телебачення
| Рік       | Назва                               | Оригінальна назва                 | Роль                                                                 | Примітки           |
| --------- | ----------------------------------- | --------------------------------- | -------------------------------------------------------------------- | ------------------ |
| 1983      | Сесії                               | Sessions                          | Марк                                                                 | Телевізійний фільм |
| 1985      | Поліція Маямі                       | Miami Vice                        | Ліл                                                                  | 1 епізод           |
| 1986      | Казки з темного боку                | Tales from the Darkside           | Перевертень                                                          | 1 епізод           |
| 1988      | Історія злочину                     | Crime Story                       | Тальберг                                                             | 1 епізод           |
| 1989      | Американський театр                 | American Playhouse                | Приятель Нельсона                                                    | 1 епізод           |
| 1993      | Сліпа пляма                         | Blind Spot                        | Френк                                                                | —                  |
| 1994      | Таємниці Косбі                      | The Cosby Mysteries               | —                                                                    | 1 епізод           |
| 1995      | Новини Нью-Йорка                    | New York News                     | —                                                                    | 1 епізод           |
| 1995      | Нью-Йорк під прикриттям             | New York Undercover               | Алан Ворвік                                                          | 1 епізод           |
| 1996–2005 | Закон і порядок                     | Law & Order                       | Адвокат захисту Лайонел Грейнджер Еремі Кук Пол Редфорд Павло Медічі | 4 епізоди          |
| 2000      | Вулиця                              | The $treet                        | Карл Кеттнер                                                         | 1 епізод           |
| 2000      | Закон і порядок: Злочинні наміри    | Law & Order: Criminal Intent      | Кенні Стрік                                                          | 1 епізод           |
| 2003      | Закон і порядок: Спеціальний корпус | Law & Order: Special Victims Unit | Лайонел Грейнджер                                                    | 10 епізодів        |
| 2013      | Сінді Лопер: все ще така незвична   | Cyndi Lauper: Still So Unusual    | Він сам                                                              | 12 епізодів        |
| 2016      | Елементарно                         | Elementary                        | Джо Баллантайн                                                       | 1 епізод           |
| 2017      | Батьківщина                         | Homeland                          | Джордж Палліс                                                        | 3 епізоди          |
| 2020      | Томмі                               | Tommy                             | Роберт «Боб» Флейк                                                   | 1 епізод           |
| 2021      | Час вбивати                         | A Time to Kill                    | Джеймс Лапан                                                         | 1 епізод           |

### Відеоігри
| Рік  | Назва  | Оригінальна назва | Роль       |
| ---- | ------ | ----------------- | ---------- |
| 1995 | Різник | Ripper            | Твіг голос |